# Incze Jenő
Incze Jenő (Mikelaka, 1901. április 6. – Budapest, 1969. május 4.) gépészmérnök, külkereskedelmi miniszter, nagykövet.

## Életpályája
Aradon érettségizett. 1925-ben a budapesti József Műegyetemen diplomázott. 1924–1926 között a József Műegyetem fizikai tanszékének tanársegéde volt. 1926-tól a Ganz Villamossági Művek szerkesztő mérnöke volt, majd 1931-ben az eladási osztályra került. 1939–1945 között a Ganz Vagongyár főmérnöke, 1946-ban igazgatója, 1947-ben vezérigazgató-helyettese volt. 1946-ban az SZDP tagja lett. 1948-ban az MDP-be igazolt; később tagjelölt volt, párttagságát csak 1950-ben kapta vissza. 1948-ban a Nikex Külkereskedelmi Vállalat vezérigazgató-helyettese volt. 1948–1949 között részt vett az állami külkereskedelmi vállalatok létrehozásában. 1950-ben a Külkereskedelmi Minisztériumba helyezték; 1951–1954 között főosztályvezető volt. 1954–1955 között külkereskedelmi miniszter-helyettes, 1955–1957 között a külkereskedelmi miniszter első helyettese volt. A közellátási kormánybizottság tagjaként 1956. december és 1957. június között a Külkereskedelmi Minisztérium megbízott vezetője volt. 1957. május 9. és 1963. december 7. között külkereskedelmi miniszter volt a Münnich-kormányban és a második Kádár-kormányban. 1963–1969 között londoni magyar nagykövet volt.
Sírja a Farkasréti temetőben található (39-2-23).

## Családja
Szülei: Incze Sándor és Kese Zsuzsanna voltak. 1929-ben, Kispesten házasságot kötött Merk Rozália Gizellával (1904–1987).